# کانر متکالف
کانر متکالف (انگلیسی: Connor Metcalfe؛ زادهٔ ۵ نوامبر ۱۹۹۹) بازیکن فوتبال اهل استرالیا است.
از باشگاه‌هایی که در آن بازی کرده‌است می‌توان به باشگاه فوتبال سن پائولی و باشگاه فوتبال ملبورن سیتی اشاره کرد.
وی همچنین در تیم‌های ملی فوتبال زیر ۲۰ سال، زیر ۲۳ سال و بزرگسالان استرالیا بازی کرده‌است.